# Arian Moayed
Arian Moayed (en persa, آرین مؤید, Teherán, 15 de abril de 1980) es un actor, escritor y director iraní. Moayed recibió una nominación al Premio Tony como Mejor actor protagonista de una obra de teatro por su interpretación en Bengal Tiger at the Baghdad Zoo y también protagonizó la obra de teatro ganadora de un Premoo Tony,  The Humans. Moayed adquirió notoriedad por su papel de Stewy Hosseini en Succession de HBO, y más tarde como Todd Spodek en Inventing Anna de Netflix.

## Primeros años
Moayed nació en Teherán, Irán. Su padre es banquero de profesión. Sus padres emigraron de Irán en 1986. La familia se estableció en Glenview, Illinois, un suburbio de Chicago, cuando Moayed tenía cinco años. Habla Persa.

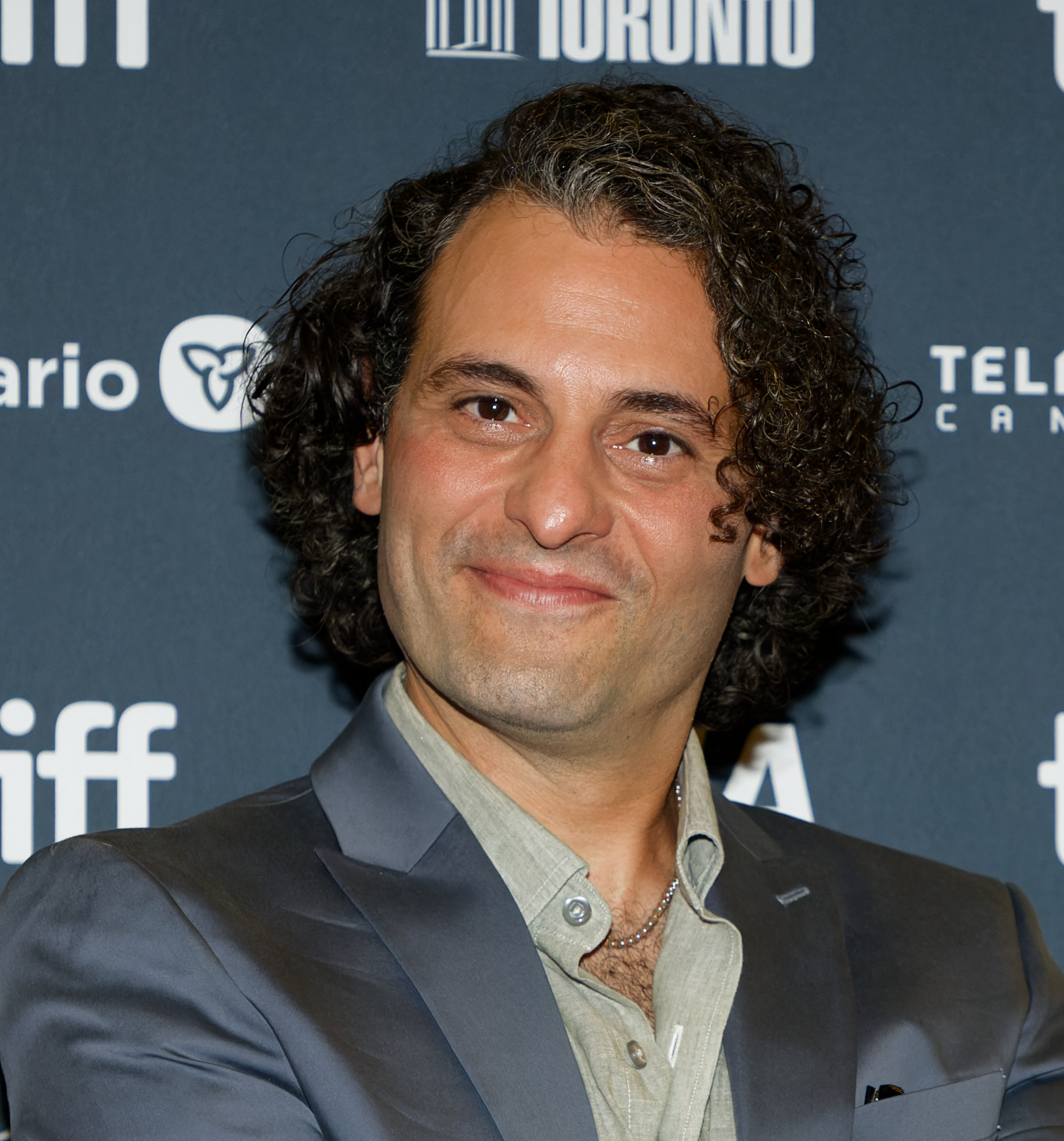
Moayed en el Toronto International Film Festival 2024.

Moayed se graduó en el Glenbrook South High School en 1998, luego obtuvo una licenciatura en la Universidad de Indiana en 2002. Durante la universidad, apareció en obras de Samuel Beckett, Carlo Goldoni y William Shakespeare.

## Carrera
Moayed se trasladó a Manhattan Nueva York después de la universidad. En 2002, Moayed y el director Tom Ridgely, quién fue compañero de habitación de Moayed en la Universidad de Indiana, cofundaron el Waterwell, una compañía de teatro, educación y cine con sede en Nueva York. El Waterwell ha producido más de una docena de producciones escénicas y espectáculos desde que se estableció el teatro.
Interpretó el personaje de Musa en la obra de Rajiv Joseph Bengal Tiger at the Baghdad Zoo, donde Moayed apareció junto a Robin Williams. Moayed recibió una nominación al Premio Tony como Mejor actor principal por su interpretación de Musa en la 65.ª edición de los Premios Tony en 2011. También recibió una nominación al Premio de la Liga Dramática y recibió un Premio Mundial del Teatro.
Como guionista y director, Moayed escribió y dirigió su primer cortometraje Overdue, que se estrenó en el Cinequest Film Festival y se estrenó en la web The Business of Being Born. Su segunda película, Day Ten, está protagonizada por Omar Metwally y trata sobre los días posteriores al 11 de septiembre de 2001, estrenándose en el Tribeca Film Festival.
En 2016, protagonizó el papel de Babur, uno de los dos personajes de Guardias en el Taj, una obra escrita por Rajiv Joseph, junto a Omar Metwally como Humayun. Por su actuación, recibió un Premio Obie de 2016 presentado por el American Theatre Wing y The Village Voice.
En 2017, Moayed protagonizó el papel de Richard Saad en la obra de Stephen Karam The Humans, que se representó en el Roundabout Theater, Teatro Helen Hayes y Teatro Gerald Schoenfeld en Broadway, así como en el Teatro Hampstead de Londres, Reino Unido. La producción fue dirigida por Joe Mantello y producida por Scott Rudin y le valió a Moayed un Drama Desk Award, un[Drama League Award y un Tony Award for Best Play.
Desde 2018, Moayed ha protagonizado el papel de Stewy Hosseini en HBO's Succession. Ha aparecido en producciones de Marvel Studios como Spider-Man: No Way Home y Ms. Marvel como el Agente Cleary.

### Waterwell
Waterwell se centra en un enfoque socialmente consciente y cívico del teatro, la educación y el cine. La misión de Waterwell es "capacitar a su público para cambiar sus vidas y el mundo en el que viven".
Como cofundador de Waterwell, Moayed ha contribuido a idear más de una docena de producciones originales, entre las que se encuentra la más reciente, Hamlet (interpretó el papel principal), que fue aclamada por la crítica. También con Waterwell, Moayed produjo un musical de guerra olvidado llamado Blueprint Specials, producido a bordo del Intrepid con un reparto de veteranos.
Con Waterwell Films, ha escrito y dirigido la obra nominada al Emmy The Accidental Wolf, nominada al Webby.

## Vida personal
Vive en la ciudad de Nueva York con su esposa, Krissy Shields y sus dos hijas, Olive Joon e Ivy Shireen.

## Filmografía

### Cine
| Año  | Película                | Papel            | Notas |
| ---- | ----------------------- | ---------------- | ----- |
| 2003 | Phileine Says Sorry     | Taxichauffeur 2  |       |
| 2007 | Arranged                | Ahmed Khaldi     |       |
| 2008 | The Christians          | Darmon           |       |
| 2011 | Roadie                  | Irfan            |       |
| 2014 | Appropriate Behavior    | Ali              |       |
| 2014 | Rosewater               | Hamid            |       |
| 2014 | Saint Janet             | Dr. Apte         |       |
| 2015 | The Rumperbutts         | Gavin            |       |
| 2015 | Rock the Kasbah         | Riza             |       |
| 2019 | Abe                     | Amir             |       |
| 2021 | Spider-Man: No Way Home | Agente P. Cleary |       |
| 2023 | You Hurt My Feelings    | Mark             |       |
| 2023 | Retribution             | Sylvain          |       |

### Televisión
| Año       | Serie                             | Papel                    | Notas                                   |
| --------- | --------------------------------- | ------------------------ | --------------------------------------- |
| 2003–2004 | Late Night with Conan O'Brien     | Varios personajes        | 3 episodios                             |
| 2004–2010 | Law & Order: Criminal Intent      | Samil Al-Bana / Eli Gold | 2 episodios                             |
| 2005      | Law & Order                       | Fadi Abu Ubdeh           | Episodio: "Bible Story"                 |
| 2006      | Six Degrees                       | Jay                      | Episodio: "A New Light"                 |
| 2007      | Law & Order: Special Victims Unit | Amal Qinawi              | Episodio: "Philadelphia"                |
| 2007      | M.O.N.Y.                          | Ates Kiliclioglu         | NBC piloto fallido                      |
| 2009      | White Collar                      | Avet                     | Episodio: "Threads"                     |
| 2013      | The Following                     | David                    | 2 episodios                             |
| 2014      | Believe                           | Corey                    | 7 episodios                             |
| 2014      | Black Box                         | Cyrus                    | Episodio: "The Fear"                    |
| 2015      | The Blacklist                     | Burke                    | Episodio: "Ruslan Denisov (No. 67)"     |
| 2015      | Elementary                        | Yusuf Al Shamsi          | Episodio: "Absconded"                   |
| 2017      | Mr. Mercedes                      | Augie                    | Episodio: "Pilot"                       |
| 2017–2019 | Madam Secretary                   | Mohammed "Mo" Alwash     | 11 episodios                            |
| 2018–2023 | Succession                        | Stewy Hosseini           | Principal (15 episodios)                |
| 2021      | Love Life                         | Kian Parsa               | 6 episodios                             |
| 2022      | Inventing Anna                    | Todd Spodek              | 9 episodios                             |
| 2022      | Ms. Marvel                        | Agente P. Cleary         | 3 episodios                             |
| 2024      | Elsbeth                           | Joe                      | temporada 1 episodio 9 "Sweet Justice"  |
| 2025      | Nobody Wants This                 | Dr. Andy                 | Papel recurrente; temporada 2           |
| 2025      | Elsbeth                           | Joe                      | temporada 2 episodio 20 "Ramen Holiday" |
| 2025      | Wonder Man                        | Agente P. Cleary         | Posproducción                           |